# Loučná pod Klínovcem
Loučná pod Klínovcem (in tedesco Böhmisch Wiesenthal) è una città della Repubblica Ceca facente parte del distretto di Chomutov, nella regione di Ústí nad Labem.